# Thicker Than Water (album)
Thicker Than Water è un album del gruppo hardcore punk H2O pubblicato nel 1997 dalla Epitaph Records.

## Tracce
1. Universal Language – 0:59
2. Everready – 2:11
3. Talk Too Much – 1:30
4. I See It in Us – 2:10
5. Sacred Heart – 2:15
6. Innocent Kids – 0:45
7. Scarred – 1:59
8. Go – 2:24
9. This Time – 2:00
10. Friend – 1:38
11. A Plus – 2:22
12. Phone Song – 2:06
13. Responsible – 1:35
14. Wake Up – 1:06
15. Thicker Than Water – 2:06
16. No Fucking Tears – 2:43

## Formazione
- Toby Morse - voce
- Todd Morse - chitarra
- Rusty Pistachio - chitarra
- Adam Blake - basso
- Todd Friend - batteria